# You're All Living in Cuckooland
Albums de Budgie
The Last Stage
(2004)
You're All Living in Cuckooland est le onzième album studio du groupe de hard rock gallois Budgie. Il est sorti le 7 novembre 2006 sur le label Noteworthy Productions Ltd et fut produit par Burke Shelley et Nigel Thomas

## Historique
Sorti le 7 novembre 2006, il est le premier album studio du groupe en 24 ans, le dernier en date étant Deliver Us from Evil en 1982. Il fut composé en majorité pendant la tournée que le groupe fit au Royaume-Uni en 2005.
 Après la tournée de promotion de l'album, le guitariste Simon Lees quittera le groupe. Il sera remplacé par Graig Goldy, guitariste du groupe Dio.

## Liste des titres
- Les titres sont signés par Burke Shelley et Simon Lees, sauf indications.

1. Justice - 4:31
2. Dead Men Don't Talk - 6:08
3. We're All Living in Cuckooland (Shelley) - 6:04
4. Falling - 5:22
5. Love Is Enough (Shelley) - 2:25
6. Tell Me, Tell Me - 4:47
7. (Don't Want to) Find That Girl - 6:28
8. Captain (Shelley) - 3:43
9. I Don't Want to Throw You - 5:31
10. I'm Compressing the Comb on a Cockerel's Head - 8:17

## Musiciens du groupe
- Burke Shelley : chant, basse.
- Steve Williams : batterie, percussions.
- Simon Lees : guitares, chœurs.